# Figulus daitoensis
Figulus daitoensis is een keversoort uit de familie vliegende herten (Lucanidae). De wetenschappelijke naam van de soort is voor het eerst geldig gepubliceerd in 1986 door Fujita & Ichjikawa.